# Muzeum Filumenistyczne w Bystrzycy Kłodzkiej

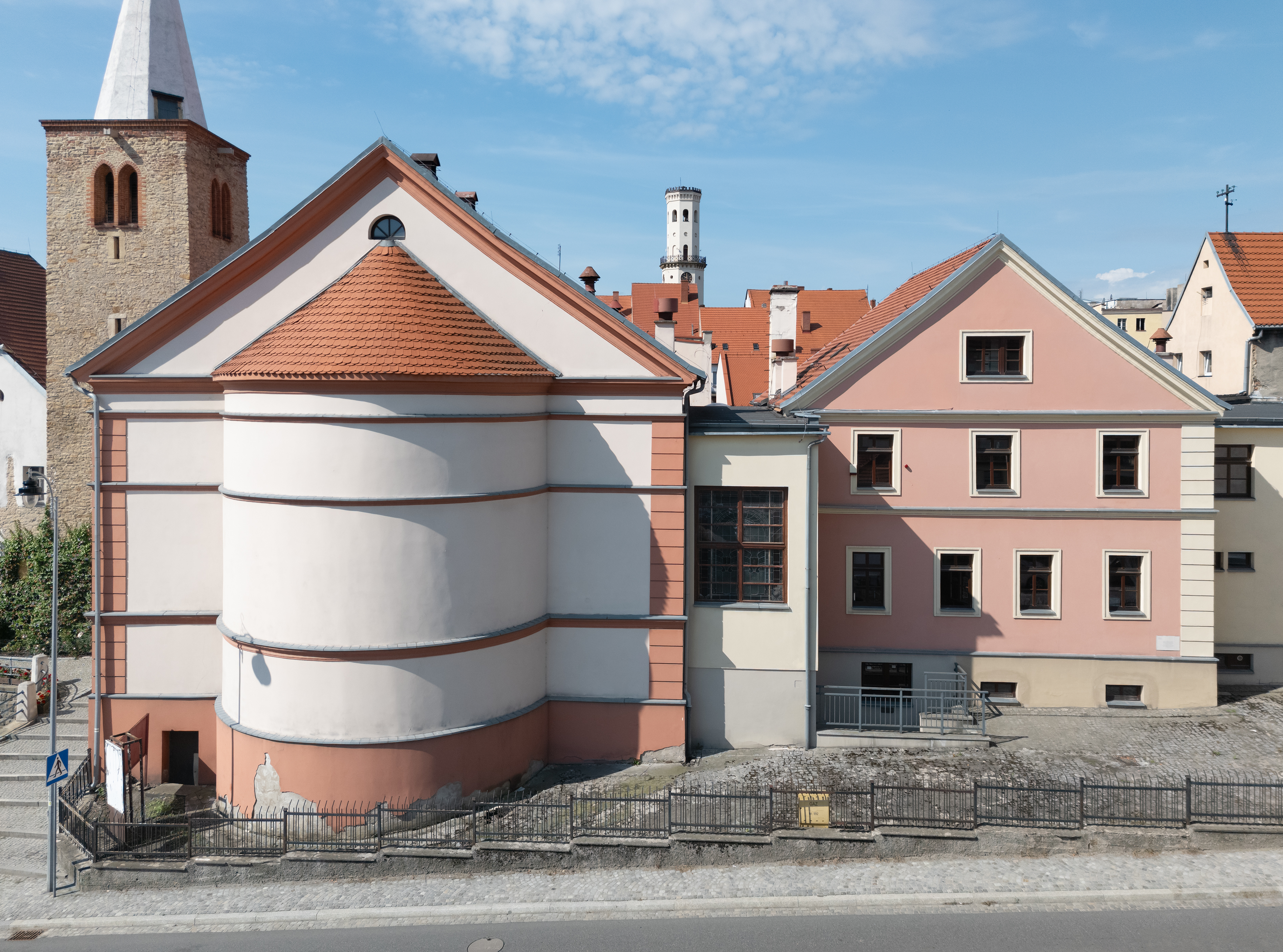
Widok od wschodu

Muzeum Filumenistyczne w Bystrzycy Kłodzkiej – jedyne w Polsce muzeum filumenistyczne, w którym zgromadzone są eksponaty związane z ogniem, zapałkami i zapalniczkami. Zostało założone w 1964 roku z siedzibą w Bystrzycy Kłodzkiej.

## Siedziba
Siedziba Muzeum Filumenistycznego mieści się przy Małym Rynku w Bystrzycy Kłodzkiej, w dawnym kościele ewangelickim i szkole parafialnej. Budynki te zostały wzniesione w latach 1821–1822, a następnie przebudowane w 1823 roku, według projektu zaakceptowanego przez Karla Schinkla. Na cele muzealne zostały zaadaptowane na początku lat 60. XX wieku. Adaptacja budynków na cele ekspozycyjne wykonana została w czynie społecznym przez przedstawicieli miejscowych przedsiębiorstw, głównie Bystrzyckich Zakładów Przemysłu Zapałczanego.

## Historia muzeum
Od 1945 w mieście działały Bystrzyckie Zakłady Przemysłu Zapałczanego. Idea utworzenia bystrzyckiego muzeum zrodziła się na początku lat 60. XX wieku, a jej inicjatorami byli przedstawiciele Towarzystwa Rozwoju Ziem Zachodnich, Towarzystwa Miłośników Ziemi Kłodzkiej, Towarzystwa Miłośników Ziemi Bystrzyckiej oraz mieszkańcy miasta. Oficjalne otwarcie nowej placówki muzealnej nastąpiło 19 lipca 1964 roku. Cztery lata później muzeum przekazano budynek dawnej szkoły parafialnej, dzięki czemu pozyskano dodatkową powierzchnię wystawienniczą.

### Dyrektorzy
| Lp. | Lata      | Imię i nazwisko     | Informacje dodatkowe |
| --- | --------- | ------------------- | -------------------- |
| 1.  | 1963–1972 | Helena Getterowa    | historyk             |
| 2.  | 1972–1976 | Witold Turkiewicz   | artysta-plastyk      |
| 3.  | 1976–1989 | Stanisław Bucholc   | historyk             |
| 4.  | 1990–2000 | Iwona Mokrzanowska  | teatrolog            |
| 5.  | 2000–2008 | Marek Sikorski      | historyk sztuki      |
| 6.  | 2008–2020 | Tomasz Nowicki      | historyk sztuki      |
| 7   | 2020–2021 | Małgorzata Jaworska | historyk sztuki      |
| 8   | od 2021   | Paweł Pawlik        | kulturoznawca        |

## Zbiory
Muzeum Filumenistyczne posiada bogate zbiory różnych przedmiotów do niecenia ognia (zapalniczki lontowe, benzynowe, gazowe, elektryczne oraz chemiczne, krzesiwa metalowe i skałkowe oraz starożytne lampy oliwne). Następną część kolekcji tworzą zbiory opakowań zapałek i etykietek zagranicznych z różnych krajów, w tym z Chin i Japonii oraz cenny zbiór polskich etykietek zapałczanych począwszy od najstarszych do współczesnych. W zbiorach znajduje się około pół miliona etykietek zapałczanych oraz tysiąc czterysta zapalniczek.

## Wystawy

### Wystawy stałe
Eksponaty są prezentowane na wystawach stałych:
- Historia niecenia ognia
- Etykiety i opakowania zapałczane z całego świata
- Świat zapalniczek
- Mleczko w Muzeum

W Muzeum działa także dział regionalny poświęcony głównie historii miasta i okolicy, gromadzący stare książki, widokówki i ryciny.
- Bystrzyca Kłodzka – oblicza miasta

### Wystawy czasowe
W muzeum eksponowane są także wystawy czasowe, m.in.:
- Laboratorium czasu, 3 grudnia 2021 – 9 stycznia 2022, fotografie Marka Grzyba i Piotra Komorowskiego[2]
- Świat Dźwięków, 11 maja 2021 – 31 sierpnia 2021[3]
- Zabytki w miniaturze. Umocnienia obronne Ziemi Bystrzyckiej przez wieki, 1 lipca 2023 – 24 września 2023, kustosz Agnieszka Wideł, autor makiet Włodzimierz Włodarczyk[4]

## Pozostała działalność
Od 2001 roku muzeum wydaje rocznik zatytułowany „Zeszyty Muzeum Filumenistycznego”, w którym publikowane są artykuły o tematyce filumenistycznej oraz dotyczące przeszłości regionu. Od 2005 roku wydaje ono także rocznik „Osobliwości Ziemi Kłodzkiej”, w którym popularyzowane są zabytki regionu. W tym samym roku powstała Galeria – Zaczarowany świat zapałek, której celem jest promocja zabytków na opakowaniach zapałczanych.

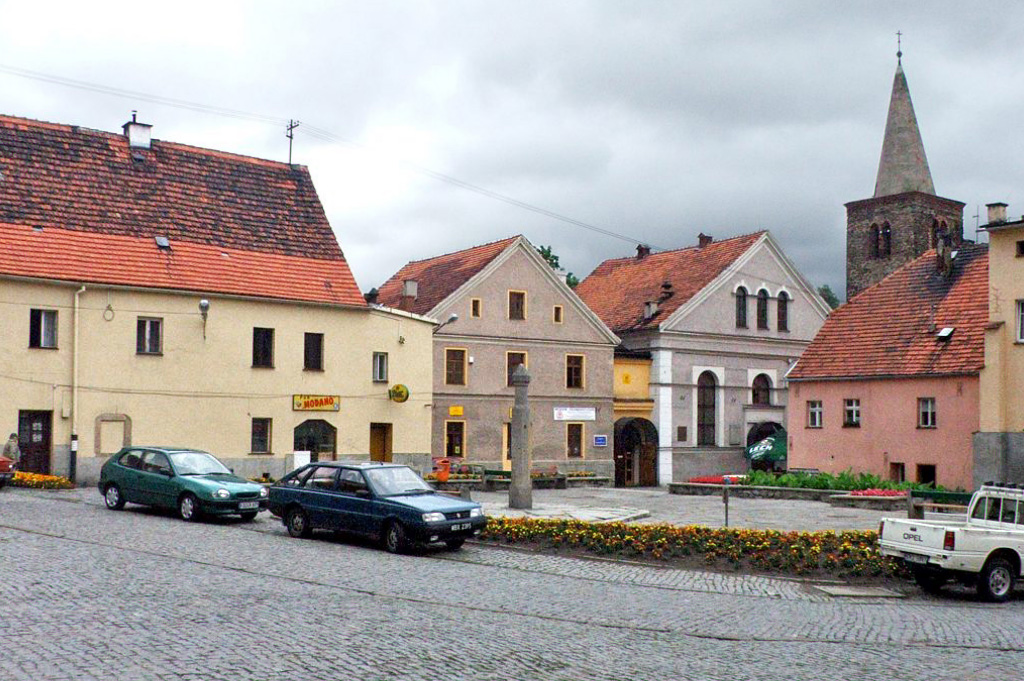
Budynki muzeum (w głębi, po prawej)
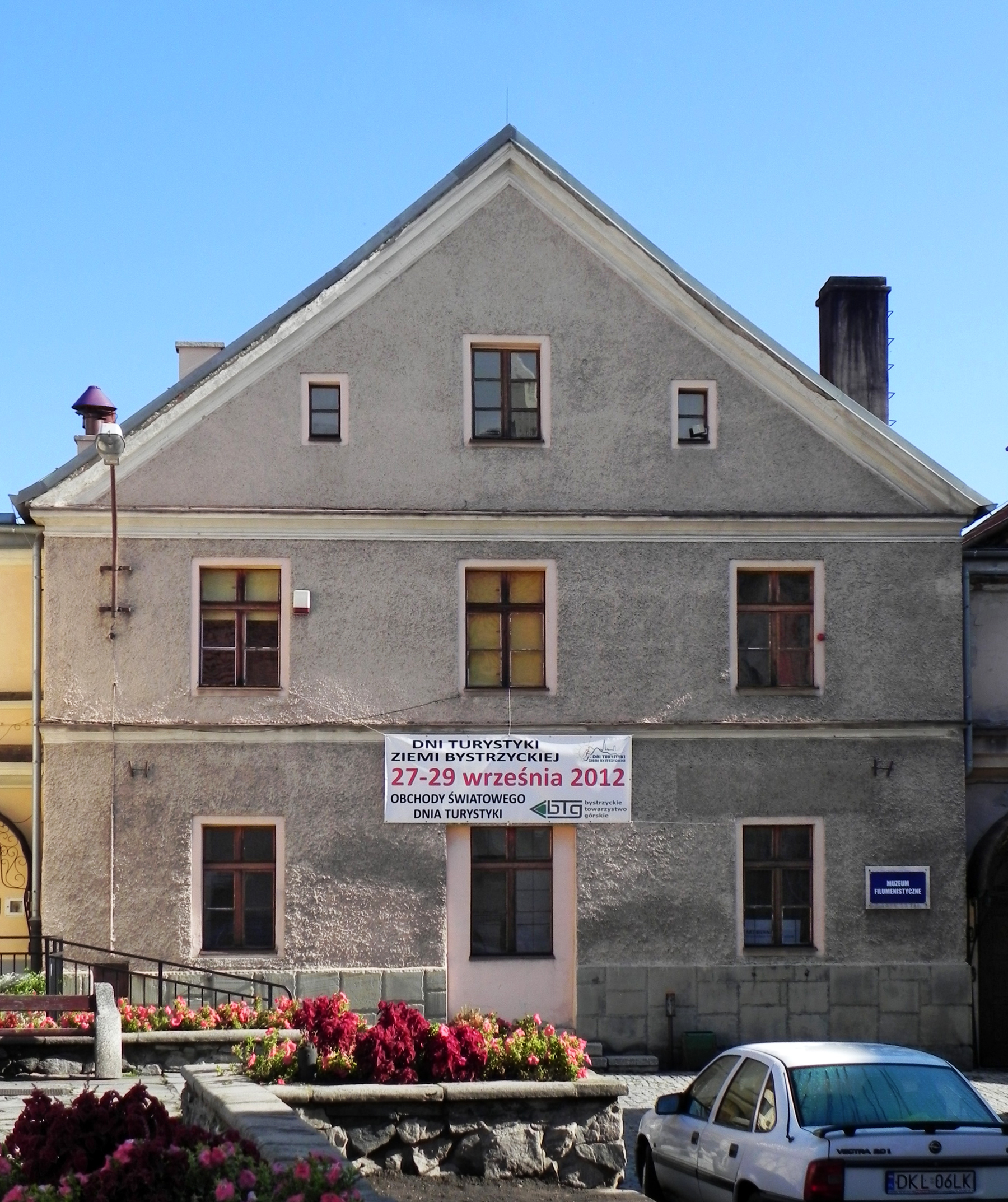
Budynek szkoły poewangelickiej
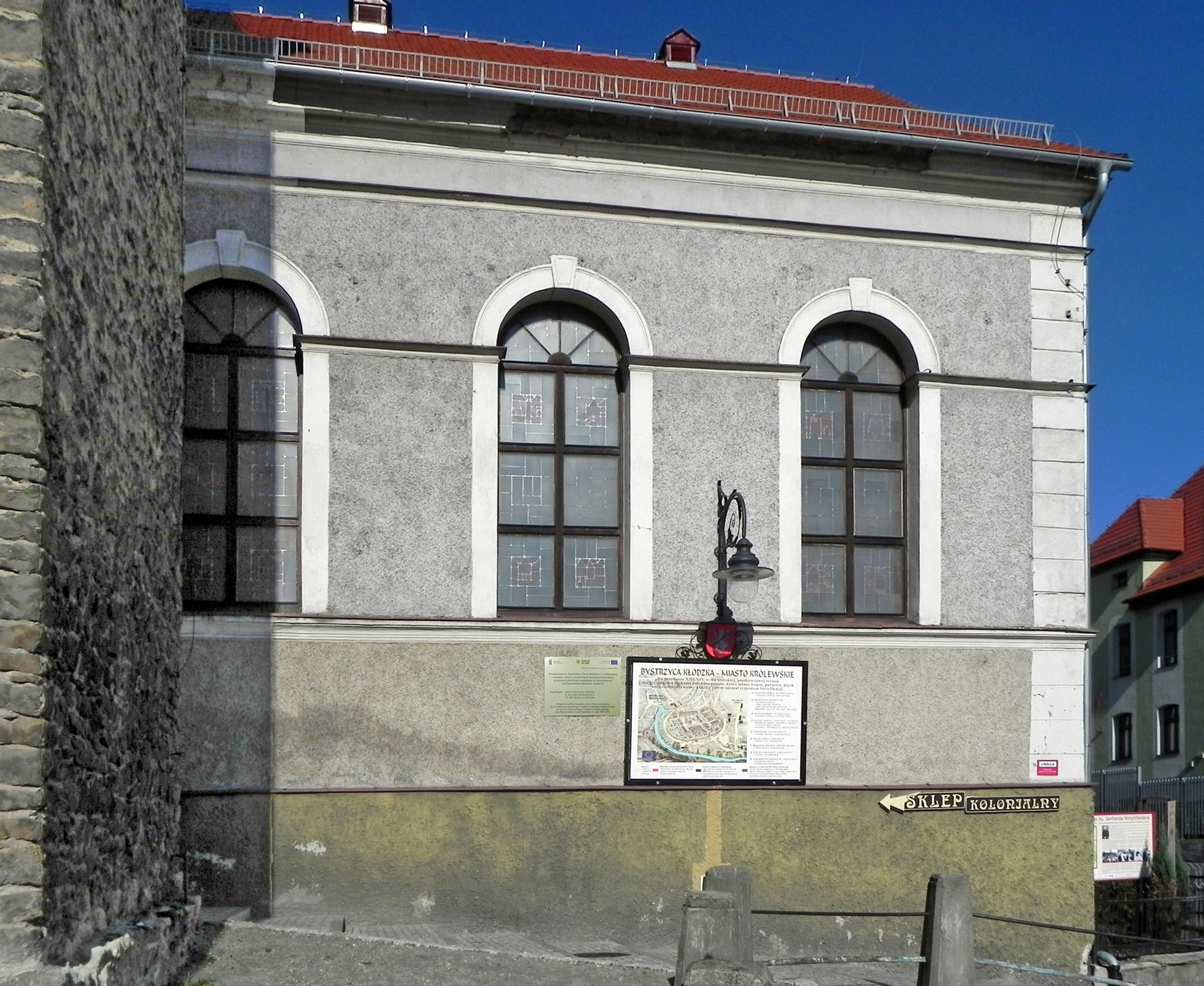
Budynek kościoła poewangelickiego, widok z boku
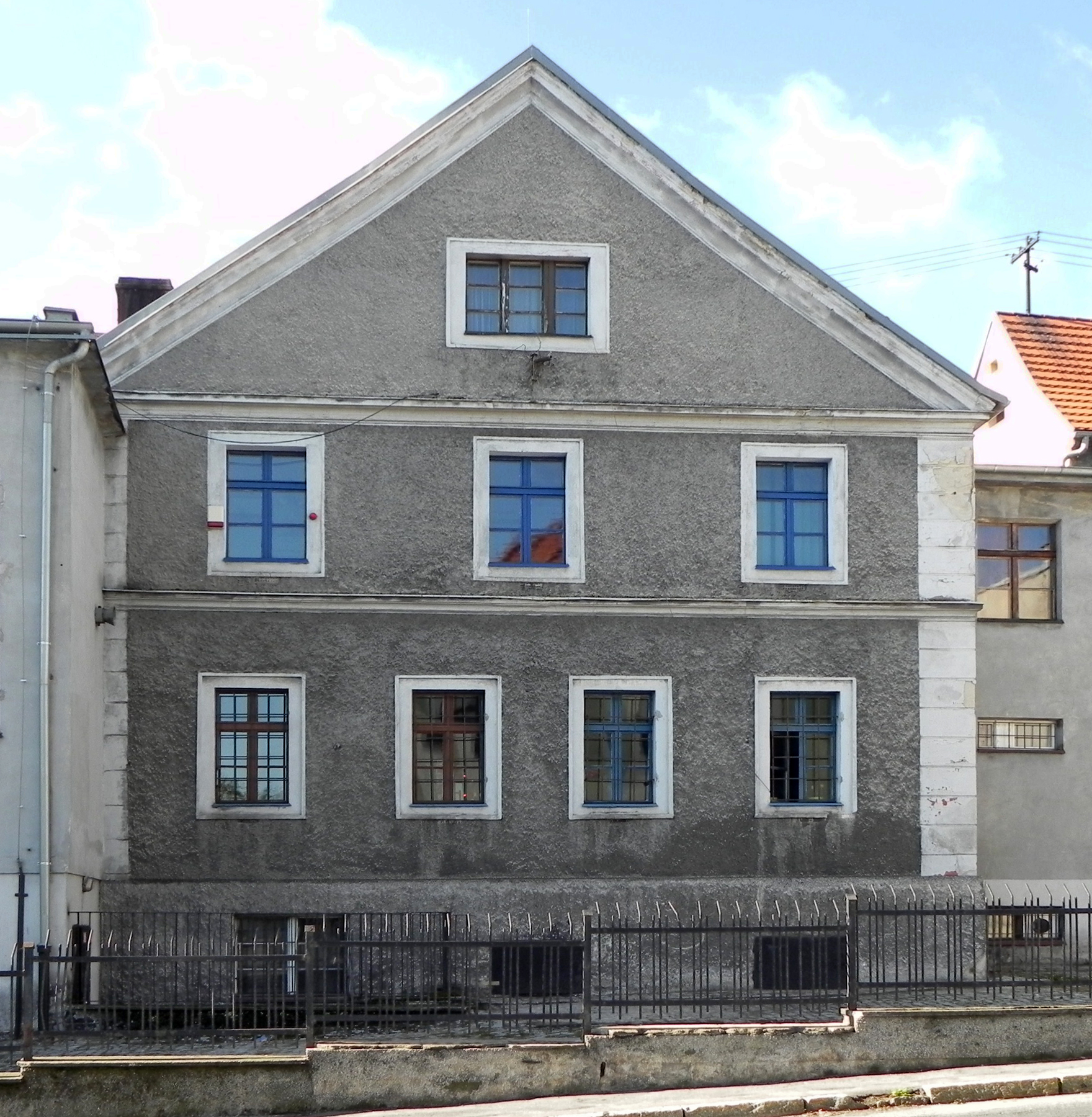
Budynek szkoły poewangelickiej, widok od tyłu
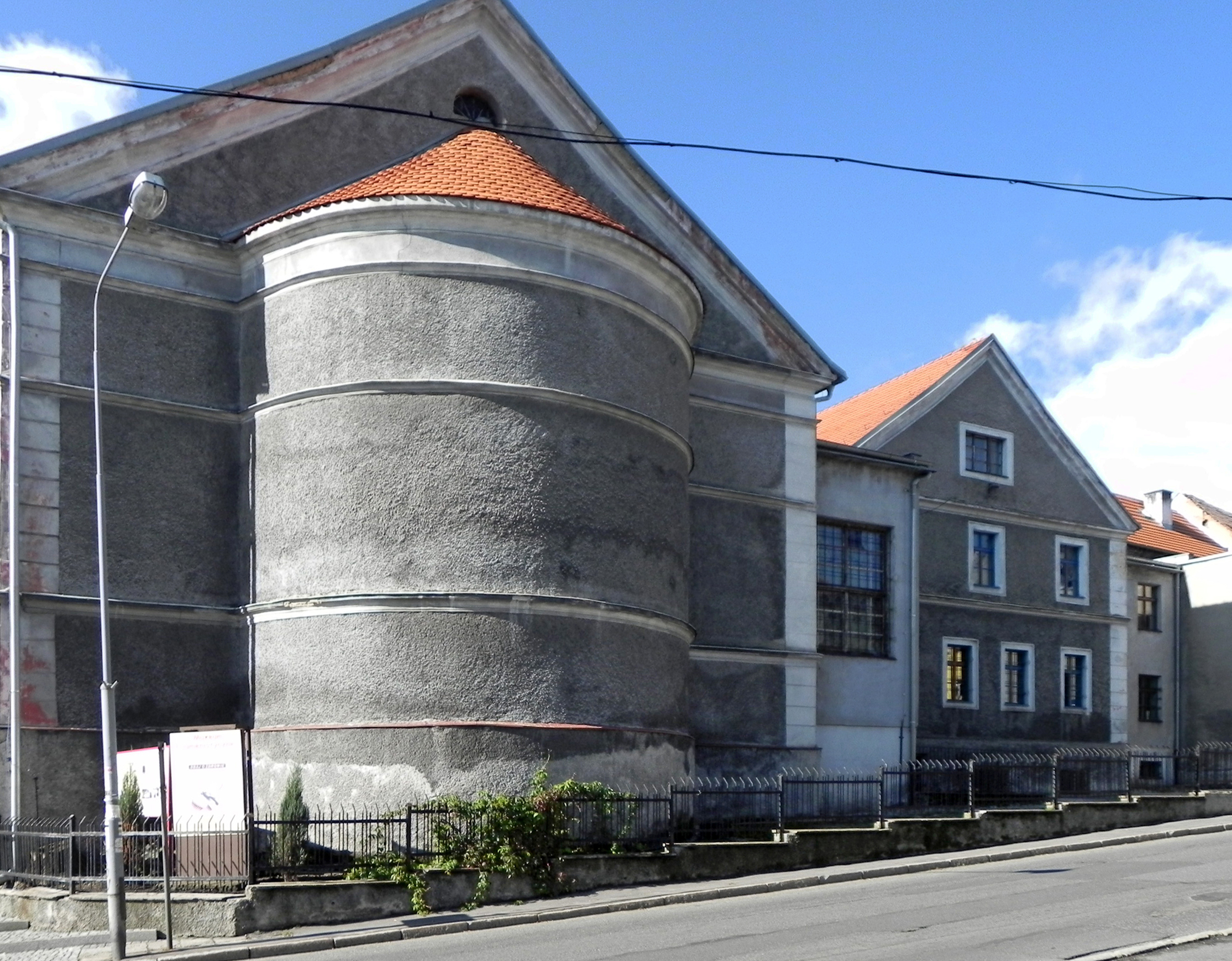
Budynki muzeum, widok od tyłu
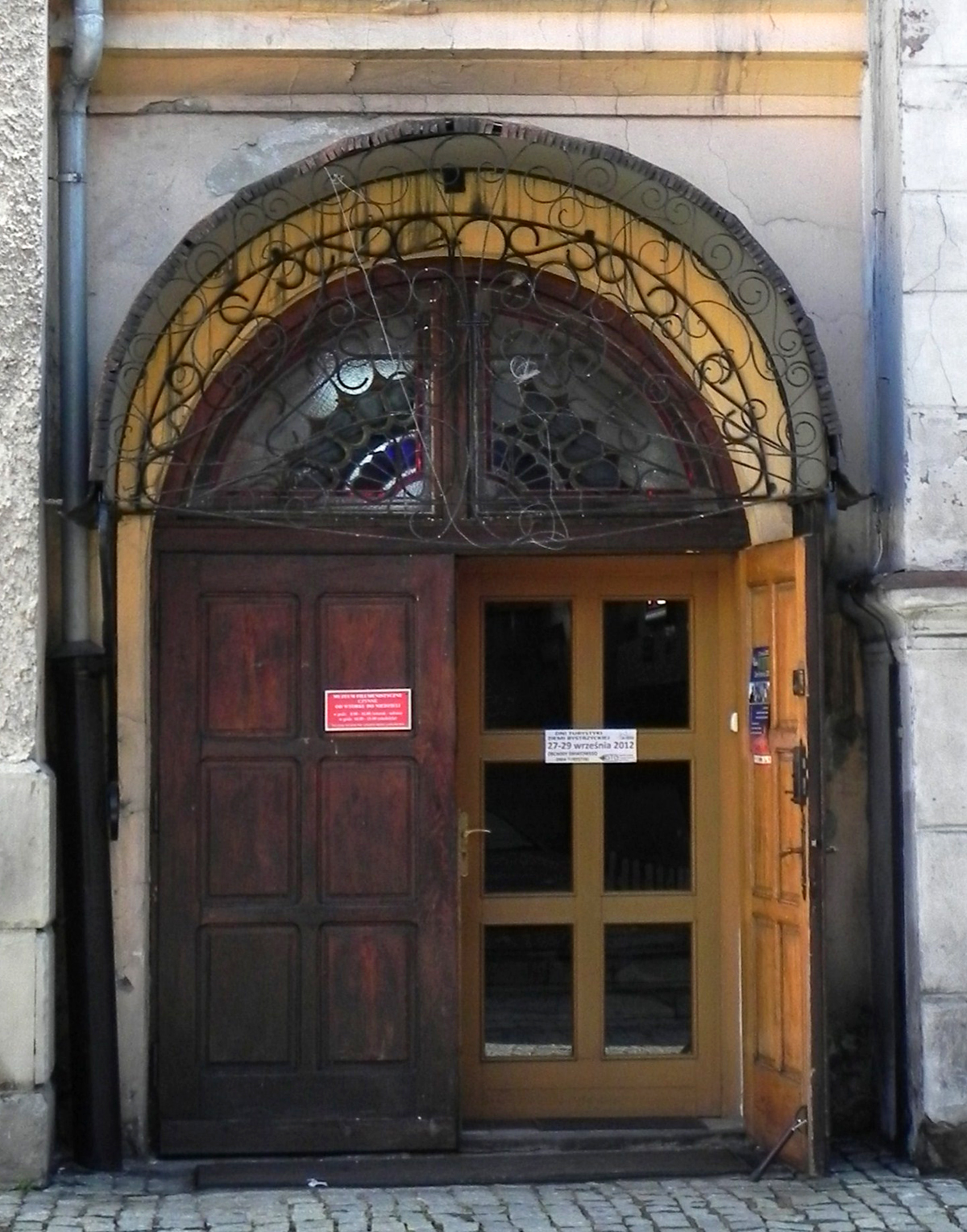
Główne wejście do muzeum
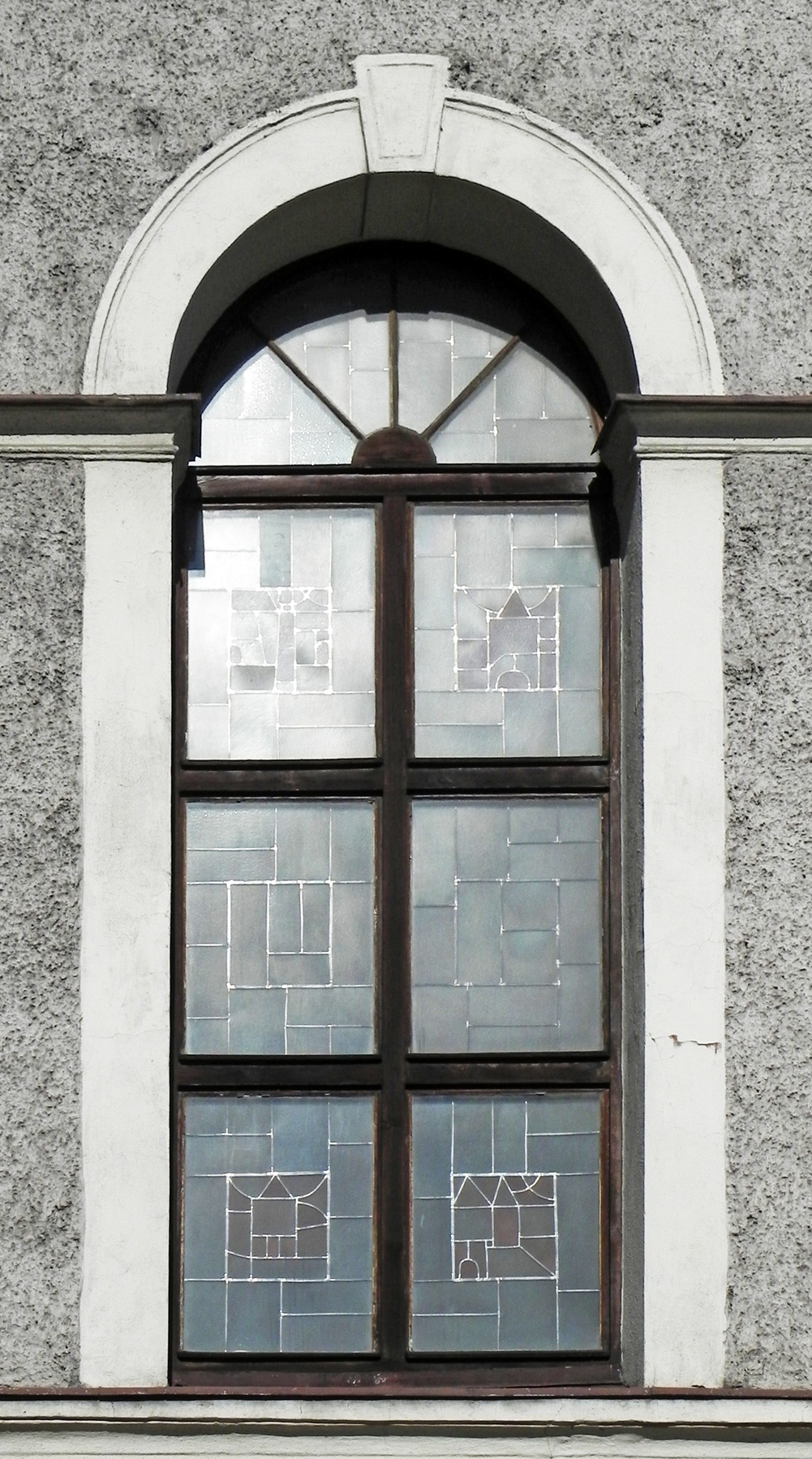
Okno z witrażem w ścianie kościoła
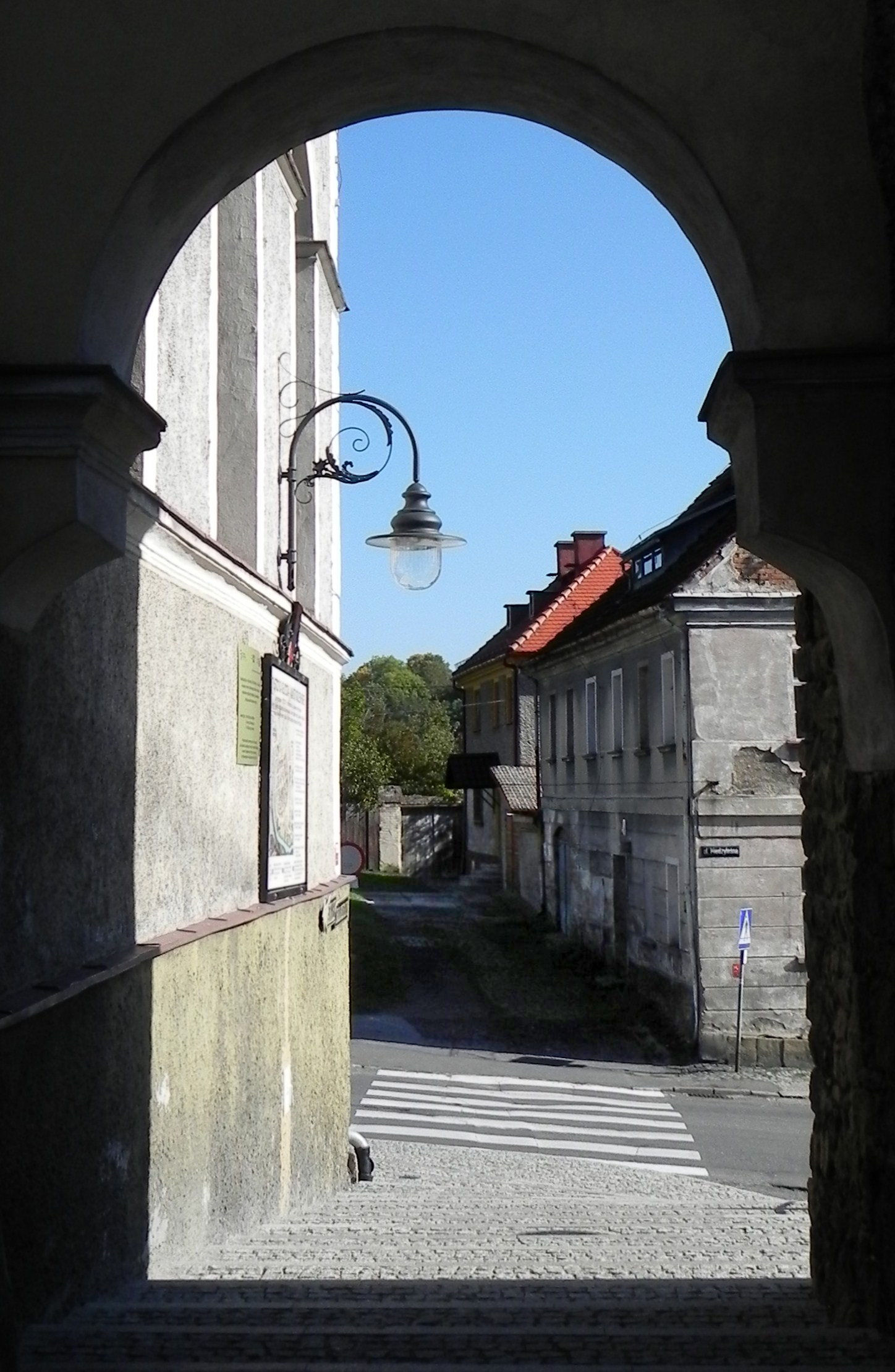
Przejście wzdłuż budynku kościoła